# Jürgen Ennker
 Jürgen Ennker (* 12. Dezember 1952 in Berlin) ist ein deutscher Arzt, Herzchirurg, Wissenschaftler und Autor.

## Leben
Jürgen Ennker, aufgewachsen in Berlin, stammt aus einem Arzthaushalt. Nach dem Medizinstudium an den Universitäten in Hannover, Kapstadt und Freiburg legte er 1979 seine ärztliche Prüfung ab und erhielt seine Approbation an der Medizinischen Hochschule Hannover. Es folgten im gleichen Jahr die Promotion „magna cum laude“ und 1982 das amerikanische Staatsexamen (ECFMG).
Nach der Facharztausbildung am Department Chirurgie der Medizinischen Hochschule Hannover bei Hans Georg Borst,  Rudolf Pichlmayr und  Harald Tscherne kehrte er 1986 nach Berlin zurück und wurde Oberarzt am Deutschen Herzzentrum Berlin unter der Leitung von Roland Hetzer.
Jürgen Ennker erwarb zwischen 1986 und 1991 die Qualifikationen Facharzt für Chirurgie (1986), Facharzt für Thorax- und Kardiovascularchirurgie (1988), Facharzt für Herzchirurgie und Facharzt für Gefäßchirurgie (1991). 1994 folgte die Habilitation am Fachbereich Universitätsklinikum Rudolf Virchow der Freien Universität Berlin. 1996 erfolgte die Anerkennung für die Spezielle Herzchirurgische Intensivmedizin durch die Ärztekammer Südbaden. Seit 2009 ist Jürgen Ennker Professor an der Universität Witten/Herdecke.
1994 ging Jürgen Ennker nach Lahr/Baden, wo er als Ärztlicher Direktor und Chefarzt das Herzzentrum Lahr gründete, das heute zur MediClin AG gehört.
Von April 2015 bis Ende März 2017 war Jürgen Ennker Leitender Arzt in der Klinik für Kardiovaskularchirurgie im HELIOS Klinikum Siegburg.
Von April 2017 bis Ende April 2019 war Jürgen Ennker kommissarischer Klinikdirektor der Universitätsklinik für Herzchirurgie, Klinikum Oldenburg.
Von Mai 2019 bis 2021 operierte Jürgen Ennker als Leitender Arzt in der Klinik für Herzchirurgie und herznahe Gefäße des HELIOS Klinikum Krefeld (Herzzentrum Niederrhein).
Im Sommer 2021 beendete Jürgen Ennker seine operative Tätigkeit in Krefeld.
Jürgen Ennker hat sich in Praxis und Wissenschaft spezialisiert auf Bypass-Operationen ohne Herz-Lungen-Maschine (OPCAB), auf die Implantation von gerüstlosen Freestyle-Klappen in Aortenposition und auf Mitralklappenrekonstruktionen. Darüber hat er wissenschaftliche Publikationen veröffentlicht.
Als Autor von Patientenratgebern und Büchern, die sich auch mit medizinverwandten Themen beschäftigen, wie Krankenhaus-Marketing oder Risikomanagement in der Herzchirurgie, hat er sich ebenso populärwissenschaftlichen Publikationen verschrieben.
Jürgen Ennker ist Vater von vier Kindern.

## Publikationen (Auszug)
- mit Volkmar Falk, Joachim Photiadis, Christoph Starck und Alexander Weymann: Referenz Herzchirurgie. Thieme Verlag, 2022, ISBN 978-3-13-242610-8.
- mit  E. v. Hodenberg und T. Alexander: Qualitätsanalyse in der kardiovaskulären Medizin. DMW, Supplement Nr. 6, Thieme Verlag 2009.
- mit D. Pietrowski: Krankenhausmarketing: Ein Wegweiser aus ärztlicher Perspektive. Steinkopff Verlag, Darmstadt 2009, ISBN 978-3-7985-1849-0.
- mit Detlef Pietrowski und Peter Kleine: Risikomanagement in der operativen Medizin. Steinkopff Verlag, Darmstadt 2007, ISBN 978-3-7985-1737-0.
- mit S. Bauer und W. Konertz: Checkliste XXL Herzchirurgie. Thieme Verlag, Stuttgart 2002, ISBN 3-13-128521-4.
- mit J.S. Coselli und T. Treasure (Hrsg.): Cerebral Protection in Cerebrovascular and Aortic Surgery. Steinkopff Verlag, Darmstadt 1996, ISBN 3-7985-1051-2.